# Emma Reik

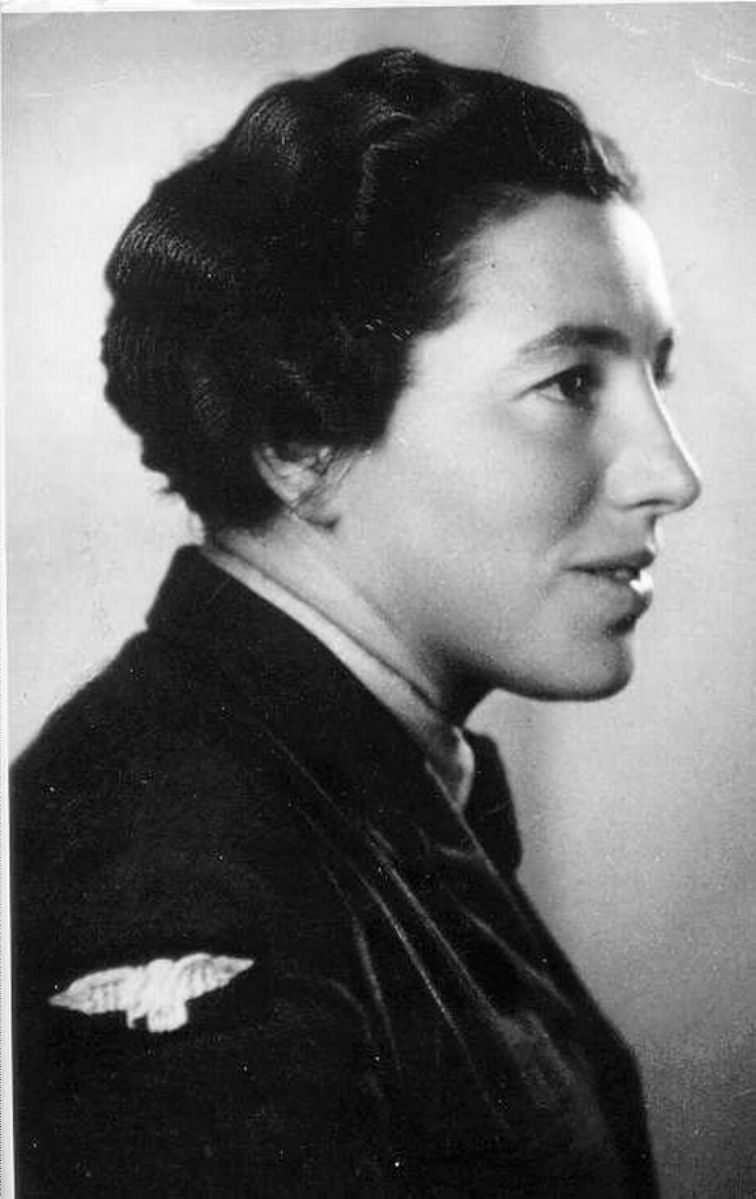
Chaviva Reik

Emma Reik, auch Chaviva Reik (hebräisch חֲבִיבָה רֵייק; * 22. Juni 1914 bei Banská Bystrica, Österreich-Ungarn; † 20. November 1944 in Kremnica, Slowakischer Staat) war eine Sozialistin, die für Palmach am slowakischen Nationalaufstand teilnahm und von einer ukrainischen SS-Einheit ermordet wurde.

## Leben
Geboren wurde sie als Marta Reickova im Dorf Nadabula in der slowakischen Region um Banská Bystrica, wo sie sich der sozialistisch-zionistischen Jugendbewegung HaSchomer haZaʿir anschloss. 1939 emigrierte sie nach Palästina, wo sie in den Kibbuz Maʿanit zog. Surika Braverman überzeugte sie, sich der paramilitärischen Palmach anzuschließen. Die britische Special Operations Executive (SOE) kooperierte mit der Palmach und bat um Unterstützung. Reik meldete sich zum Dienst bei der Women’s Auxiliary Air Force (WAAF) und nahm unter anderem an der Schlacht um al-ʿAlamain teil.
Angehörige des Jischuvs meldeten sich als Freiwillige, um sich an britischen Kommandounternehmen in Europa zu beteiligen. Dazu erhielt Reik eine Funk- und Fallschirmspringerausbildung. Reik wurde im Spätsommer 1944 nach Bari verlegt. Ihre Gruppe sollte wegen britischer Vorsichtsregeln für Frauen ohne sie während des Slowakischen Nationalaufstands nach Banská Bystrica gehen. Sie schaffte es aber mit einem amerikanischen Transport noch vor den Männern dort anzukommen. Am 21. September 1944 landete Reik in der Nähe ihres Heimatortes, wo sich zu dieser Zeit das Zentrum des Slowakischen Nationalaufstands befand. Gemeinsam mit Abba Berdiczew, Rafael Reiss, Zvi Ben-Jaʿaqov und Chaim Chermesch kontaktierten sie den lokalen Vertreter von HaSchomer haZaʿir und konnten sechs Wochen lang ihre Aufträge erfüllen. Sie kümmerten sich um die Rückführung abgeschossener alliierter Piloten und die Versorgung tausender gestrandeter jüdischer Flüchtlinge. Im November 1944 musste Banská Bystrica vor der feindlichen Übermacht geräumt werden. Reik setzte sich dafür ein, nicht das Gros der Flüchtlinge ihrem Schicksal zu überlassen und nur mit den jüngeren, gesunden und kampffähigen in die Berge zu fliehen, sondern stattdessen zu versuchen möglichst viele Menschen zu retten. Sie erreichten noch das slowakische Bukovice und wurden dann von einer ukrainischen SS-Einheit überwältigt. Am 20. November 1944 wurden Reik und Reiss sowie eine Gruppe gefangener Juden im Wald von Kremnica ermordet und in einer Grube verscharrt.

## Erinnerung

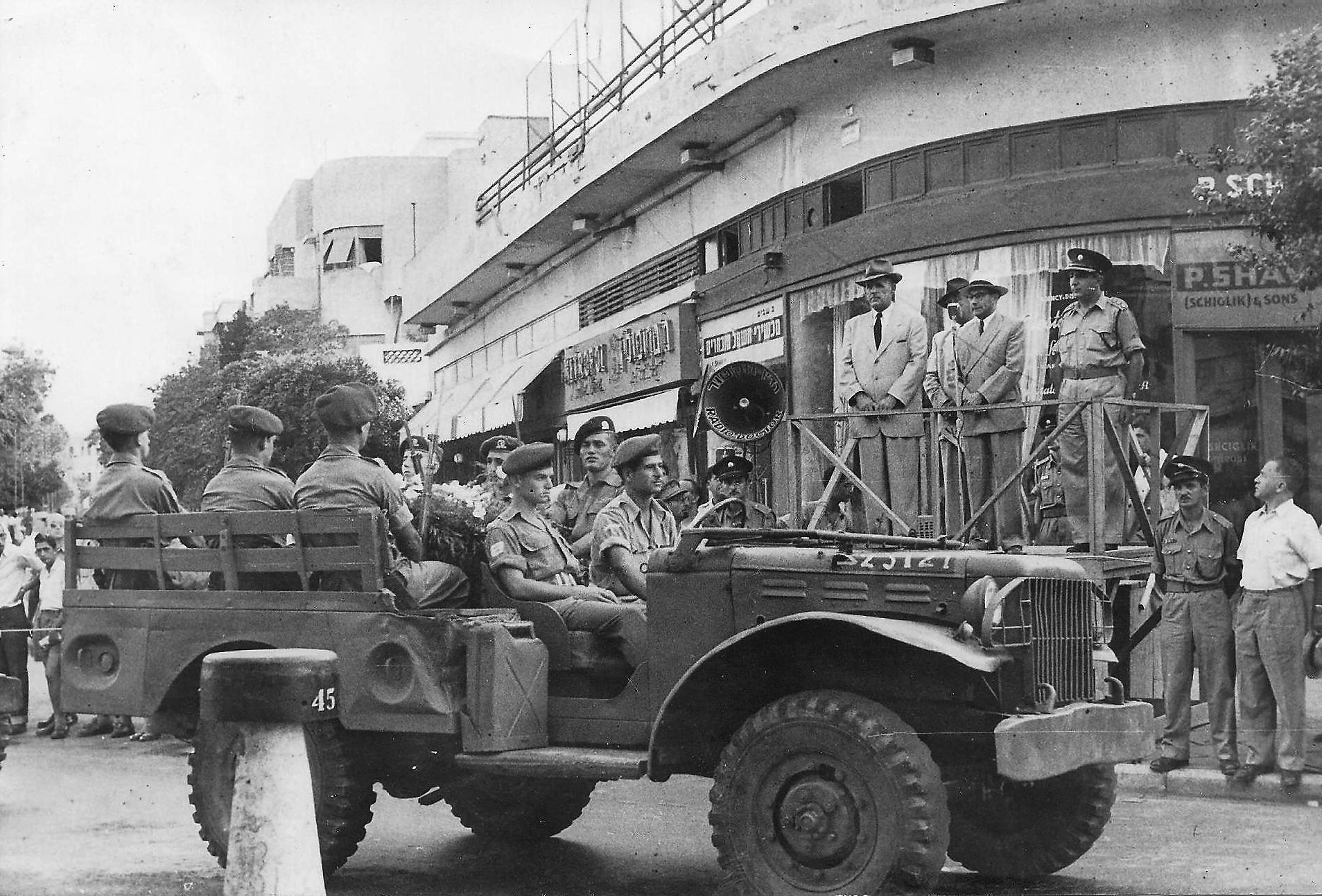
Umbettungsfeierlichkeit für Chaviva Reik und Rafael Reiss, Tel Aviv 1952

Am Kriegsende wurde sie aus einem Massengrab auf den britischen Militärfriedhof in Prag umgebettet. 1949 wurde nach zionistischem Protest das Kreuz an ihrem Grab durch einen Davidstern ersetzt. 1952 wurden ihre sterblichen Überreste feierlich nach Israel überstellt und auf dem Jerusalemer Nationalfriedhof Herzlberg beigesetzt. Sie wird als zionistische Heldin verehrt.

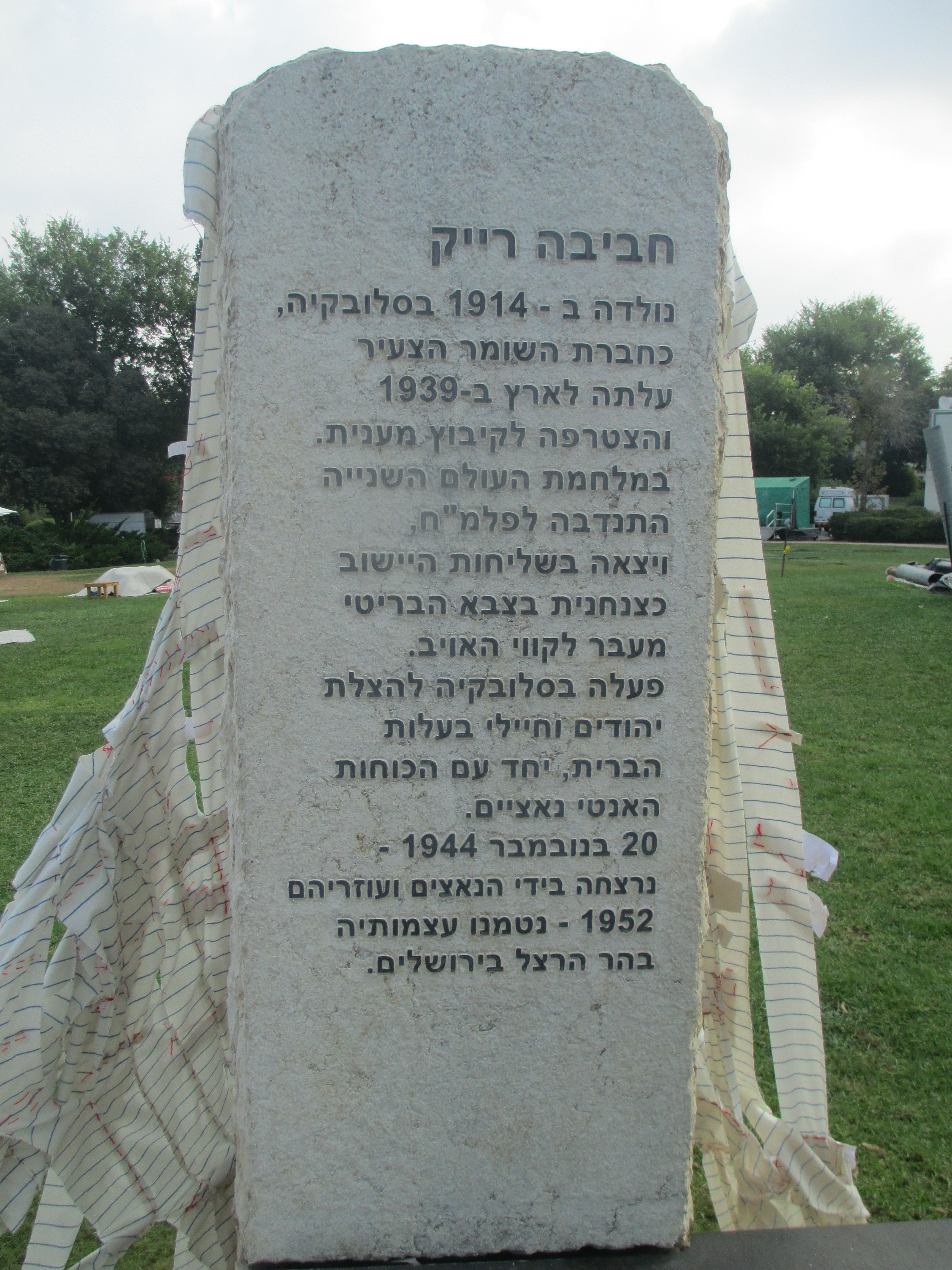
Denkmal in Givʿat Chaviva

- Das Migrantenschiff Chaviva Reik wurde nach ihr benannt. Es wurde im Juni 1946 von den Briten abgefangen.[4]
- Das israelische Bildungszentrum Givʿat Chaviva wurde 1949 nach ihr benannt
- Seit 1994 wird der Chaviva Reik-Friedenspreis verliehen[5]